# Río Hanabanilla
El río Hanabanilla (en lengua aborigen cubana: pequeña cesta de oro) nace en el sistema montañoso conocido como Grupo Guamuhaya, en el centro de la isla de Cuba; es afluente del río Arimao. Se cree que el río recibe aguas procedentes de acuíferos subterráneos.
Es conocido por formar, junto a los ríos Guanayara, Negro y Jibacoa el embalse Habanilla. Hasta el embalse, el río recorre solamente 7,3 kilómetros de su total de 43,5. Ya en 1868 se había planteado utilizar sus aguas para abastecer a Cienfuegos, hecho que legalizó en 1908 y materializó en 1911.
Se cuenta que existió una princesa llamada Habanilla, hija del gran cacique Arimao, que solía observar su reflejo en las aguas del embalse. Arimao fue, a su vez, uno de los líderes más feroces que se opusieron a la conquista española.
Da nombre a las localidades El Túnel del Habanilla (53 habitantes) y El Salto del Habanilla (360 habitantes).

## Afluentes
Cuenta con un total de 27 afluentes, los cuales alcanzan recorridos de entre 1 y 4 km. El más importante es el Arroyo Navarro.

## Saltos del Hanabanilla
Las cascadas conocidas como salto o saltos del Hanabanilla son las más altas de Cuba, situadas a 364 m s. n. m. Al sur se extiende el área protegida de Recursos Manejados de la Subcuenca Hanabanilla, donde viven varias especies endémicas como tocororos, cotorras, carpinteros y patos floridos.